# South Dakota Highway 240
Pour les articles homonymes, voir Route 240.
La South Dakota Highway 240 est une route dans les comtés de Jackson et Pennington, au Dakota du Sud, dans le nord de États-Unis. Aussi appelée Badlands Loop Road, cette route touristique payante longue de 64,4 kilomètres est partiellement protégée au sein du parc national des Badlands, où elle franchit le col Cedar et dessert le Cedar Pass Lodge ainsi que de nombreux points de vue panoramiques et plusieurs départs de sentier.